# Erik van Heijningen (politicus)
Frederik Dirk (Erik) van Heijningen (Voorschoten, 28 augustus 1961) is een Nederlandse jurist, politicus en bestuurder. Hij is lid van de VVD. Sinds 13 oktober 2023 is hij waarnemend burgemeester van Hoeksche Waard.

## Maatschappelijke en politieke carrière
Van Heijningen heeft rechten gestudeerd aan de Universiteit Leiden en was werkzaam als strafjurist bij de Raad van State. Na een RAIO-opleiding (Rechterlijk ambtenaar in opleiding) was hij werkzaam als officier van Justitie in Rotterdam. In 1998 was hij lijsttrekker van de VVD voor de gemeenteraadsverkiezingen van 1998 in Dordrecht. Ook is hij van 1998 tot 2003 wethouder in Dordrecht geweest, met de portefeuilles financiën en economische zaken. Hij was voor de VVD lid van de gemeenteraad van Spijkenisse (samen met zijn vader) van 1986 tot 1994.
Van Heijningen was van 25 april 2003 tot 27 april 2011 gedeputeerde in Zuid-Holland. Gedurende deze 8 jaar beheerde hij diverse portefeuilles, onder meer financiën, personeel, organisatie, milieu en handhaving, cultuur en recreatie. In die periode was hij ook voorzitter van de DCMR Milieudienst Rijnmond, alsmede voorzitter van de 1e omgevingsdienst van Nederland Omgevingsdienst Zuid-Holland-Zuid (OZHZ) (2010-2011). Bij de Provinciale Statenverkiezingen van 2007 in Zuid-Holland was hij lijsttrekker voor de VVD. Van 1 september 2014 tot 1 september 2021 was hij staatsraad bij de Afdeling bestuursrechtspraak van de Raad van State.

## Waarnemend burgemeester
Van mei 2011 tot en met augustus 2014 was Van Heijningen in drie verschillende gemeenten waarnemend burgemeester: Cromstrijen (2011), Middelburg (2012) en Hellevoetsluis (2012-2014). Van 1 september 2021 tot 16 januari 2023 was hij waarnemend burgemeester van Bodegraven-Reeuwijk.
Met ingang van 13 oktober 2023 werd hij waarnemend burgemeester van Hoeksche Waard.

## Nevenfuncties
Van Heijningen bekleedt diverse nevenfuncties; was voorzitter van de Koninklijke Nederlandse Zwembond (KNZB) van 2001 tot 2017. Van 1995 tot 2000 was hij in Dordrecht voorzitter van zwem- en waterpolovereniging DZC Merwede, in 2000 gefuseerd met RKZP Nautilus. Van 2006 tot 2016 was hij lid van de Ligue Européenne de Natation (LEN), eerst als bestuurslid, later als vicepresident. Van 2009 tot 2013 was hij voor de Federation Internationale de Natation (FINA) Chairman van het FINA Doping Panel. In 2013 werd hij lid van het bestuur. Sinds 2021 is hij member van de Executive Board van FINA (in 2022 hernoemd in World Aquatics).
Van Heijningen was onder meer voorzitter van de Stichting City Swim Dordrecht, lid van de commissie van bijstand van de Vereniging van Milieurecht advocaten en adviseur voor de fusie van de stichting Dordt Marketing en stichting VVV Zuid-Holland Zuid. Sinds 1 februari 2023 werkt Van Heijningen als zelfstandig adviseur, hij adviseert overheden over onder meer de asielopvang en stikstofproblematiek.
Van 7 februari 2023 tot 1 januari 2024 was Van Heijningen voorzitter van de Commissie Regionaal Overleg Luchthaven Rotterdam. Dit is een overlegorgaan van betrokkenen bij het vliegveld, zoals gemeenten, provincie, luchtvaartmaatschappijen, luchtverkeersleiding, bewonersvertegenwoordigers en vliegvelddirectie van Rotterdam The Hague Airport met elkaar overleggen. Hij is erevoorzitter van de KNZB, voorzitter van de raad van toezicht van Dordrecht Marketing en Partners en lid van de raad van toezicht van Schouwburg Kunstmin in Dordrecht.

## Privéleven
Van Heijningen is gehuwd en heeft drie kinderen.  